# Кірічок Дмитро Олександрович
Кірічо́к Дмитро́ (нар.29 липня 1983, Рівне) — музикант, басист рок-гурту «Гайдамаки».

## Біографія
Народився 29 липня 1983 року в м. Рівне, в родині педагогів. Першими іграшками були гітари і нотні зошити, так як мати відвела свою дитину в 5 років в музичну школу по класу фортепіано. Додатковим інструментом обрали гітару. В 11 років паралельно навчаючись у школі, Дмитро повторно йде в музичну школу по класу саксофон. Після школи вступає в НУВГП (Рівненський політех) на факультет міського будівництва та господарства. В цей самий вік відбувається знайомство з Олексієм Казанцевим (учасником гурту Брем Стокер). Казанцев проводить неабияку виховну роботу з Дмитром в формуванні його, саме, як рок-музиканта. Влаштовує в його перший колектив — Бісайдз [Архівовано 12 травня 2021 у Wayback Machine.].
Так як батьки з малих літ привчили до того, що потрібно самому заробляти гроші, паралельно йде працювати в гуртово-роздрібну торговельну фірму на посаду торгового представника. В 19 років, здобувши після кількох атестацій керівну посаду, Дмитро змінює форму та факультет навчання (у 2008 році закінчив заочну форму навчання факультету менеджменту). Працюючи на посаді, Дмитро продовжує займатись гастрольною роботою. Захоплюючись працею на компютері приймає рішення і відкриває студію звукозапису, на якій успішно записує і зводить власні колективи. У 20 років відбувається другий переломний момент в житті Дмитра — знайомство з Юрком Журавлем. Після розмови приймається рішення про співпрацю і Дмитро стає концертним звукорежисером гурту Ot Vinta. В 22 роки, Дмитро змінив колектив «Бісайдз» на комерційний проект «Джаіра» [Архівовано 6 квітня 2013 у Wayback Machine.] в якому успішно працює 2 роки, здобуваючи премії дипломанта і лауреата на багатьох конкурсних фестивалях. Після 5-річної роботи з гуртом «От Вінта», Дмитро знайомиться з Олександром Положинським і гуртом «Тартак» [Архівовано 29 липня 2012 у Wayback Machine.]. Погодившись на пропозицію працювати в Тартаку концертним звукорежиссером, Дмитро починає стрімко розвивати свій професійний потенціал. Отримуючи пропозиції від інших артистів на співпрацю, Дмитро подорожує багатьма країнами світу — Росія, Білорусь, Молдова, Польща, Німеччина, Литва, США, Канада, здобуваючи незамінний досвід.
З 2010 року розпочинає паралельну співпрацю з гуртом «ГАЙДАМАКИ» [Архівовано 25 червня 2012 у Wayback Machine.] та «Роллікс». З 2009 по 2011 рік працював в рівненських колективах: "Ворст", як музикант. Також спільно з власником клубу «Стадіо-Паб» у місті Рівне пригадує свої організаційні прогреси в юності. З Сергієм Понурком, Дмитро «ставить на ноги» клуб, працюючи там від початку, 3 роки. Зараз це один з найяскравіших і найпопулярніших закладів міста.
На початку 2012 року, Дмитро отримав пропозицію від Олександра Ярмоли на співпрацю в гурті «Гайдамаки» в ролі музиканта, а саме бас-гітариста гурту. На теперішній момент проживає в м. Київ, працює музикантом в гурті «Гайдамаки» та звукорежисером гурту «Роллікс» та «Фіолет».
З 2017 року працює звукорежисером Рівненського міського будинку культури, музикантом та звукорежисером Віктора Павліка.